# 麥克勞克林峰
74°35′S 64°18′W / 74.583°S 64.300°W
麥克勞克林峰是南極洲的山峰，位於帕爾默地，處於艾倫山東南面17公里，屬於拉塔迪山脈的一部分，美國地質調查局根據測量和該國海軍的空中照片繪入地圖。